# Arvid Klosterborg

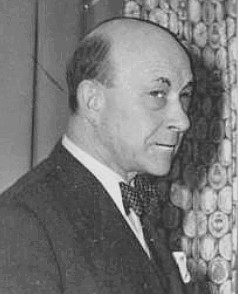
Arvid Klosterborg.

Per Arvid Klosterborg, född 31 augusti 1893 i Gävle, död 25 mars 1983 i Lidingö, var en svensk arkitekt. 

## Biografi
Efter avslutade studier i bland annat England och studieresor i USA och ett flertal länder i Europa var Klosterborg ritkontorschef hos arkitekt John Åkerlund i Stockholm 1918–1926, Han innehade eget arkitektkontor i Lidingö från 1926 och var även verkställande direktör för Gångsätra AB.  Han var chefsarkitekt vid Gröna Lund 1926–1946, för nöjesfälten vid Västeråsutställningen 1929, nöjesavdelningen vid Stockholmsutställningen 1930 och utställningen Fritiden i Ystad 1936. 
Han vann tävlingar om skolbyggnader i Skuru och Säters stad 1926, utarbetade organisationsplanen och arkitektarbetet för Furuviksparken samt ett stort antal restauranger, biografer, hotell och bostadshus. Klosterborg är begravd på Lidingö kyrkogård. Arvid Klosterborg ansvarade för ett stort antal flerbostadshus och villor på Lidingö, bland annat ritade han pensionärshemmet i kvarteret Gammelmoran, bestående av tre längor och byggt 1955.
Klosterborg var svåger till arkitekten Martin Hedmark.

## Verk i urval

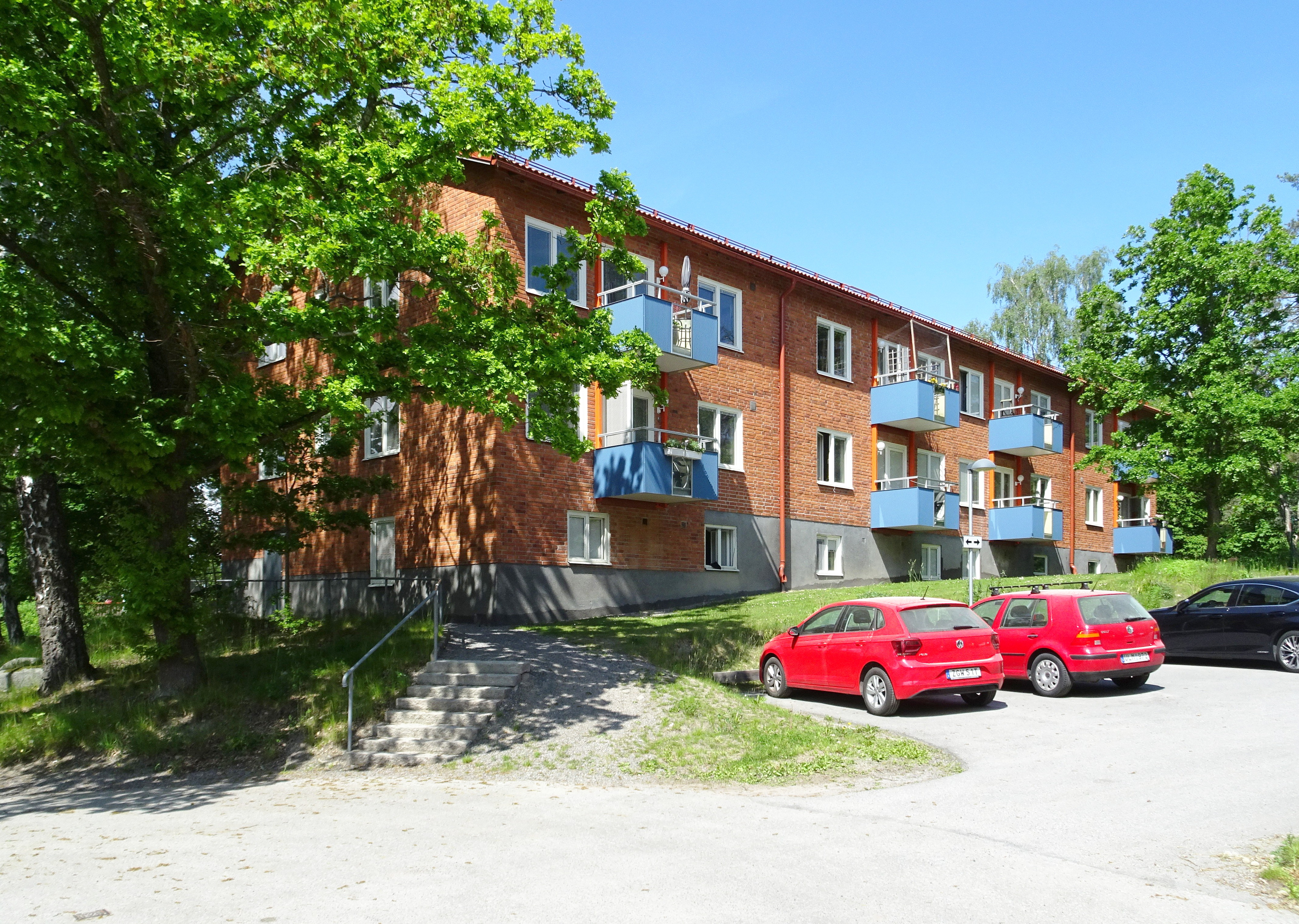
Pensionärshemmet i kvarteret Gammelmoran på Lidingö.

- Danslokal i Vinterpalatset, Norra Bantorget, 1943
- Ombyggnad Bal Palais, 1944
- Hotell Laxbrogården, Kopparberg, 1953[2]
- Folkskollärarnas pensionärshem, Lidingö, 1953[3]
- Pensionärshemmet i kvarteret Gammelmoran, Lidingö, 1955.